# Gazipur (distrikt)
Gazipur (engelska: Gazipur District) är ett distrikt i Bangladesh.   Det ligger i provinsen Dhaka, i den norra delen av landet, 190 km nordväst om huvudstaden Dhaka. Antalet invånare är 3 403 912. Arean är 1 742 kvadratkilometer.